# Interscope Geffen A&M Records
Interscope Geffen A&M Records, parfois abrégé IGA, est un label discographique américain, basé à Santa Monica, en Californie. Il est affilié à Universal Music Group, une division de Vivendi S.A..

## Histoire
Interscope Geffen A&M Records est lancé en 1999. Fusionné à partir des labels Geffen et A&M de Polygram, et Interscope d'Universal, il est lancé après l'achat de PolyGram par Seagram, ancien parent d'Universal Music Group.
Dès lors, un pourcentage significatif des artistes et des groupes sont renvoyés des labels A&M et Geffen ; bien qu'ils existent toujours en tant que labels, 280 postes sont supprimés et les bureaux de Charlie Chaplin Studios d'A&M sont fermés. La réorganisation, qui devait faire économiser selon les attentes 300 millions $ annuellement, est décrit par le Los Angeles Times comme soulignant le « changement économique et directif du business musical,. »
En tant que labels indépendants, A&M et Geffen sont félicités pour leur succès commercial. Ces deux labels, vendus par leurs fondateurs, souffraient cependant de restrictions budgétaires et les signatures de groupes non-productifs pendant des années n'arrangeaient rien. À la période de la fusion, aucun de ces labels ne parviendra au top 40 du classement Billboard ; en parallèle et en contraste, Interscope « caractérise le nouveau de la jeunesse américaine » avec des chansons à succès d'artistes et groupes imposants comme Dr. Dre, Snoop Dogg, Tupac Shakur, Nine Inch Nails, No Doubt, Limp Bizkit, et Bush. Les fondateurs d'Interscope Jimmy Iovine et Ted Field sont nommés codirecteurs d'IGA à son lancement,.
En 2003, Universal Music Group acquiert DreamWorks Records qui fusionne avec IGA en 2004. Des groupes et artistes comme Blink-182, Papa Roach, Rise Against, Nelly Furtado, Lifehouse, AFI, The All-American Rejects, Jimmy Eat World et Rufus Wainwright deviennent membres des empreintes Geffen et Interscope.
En 2010, IGA et 19 Entertainment annoncent une alliance stratégique afin de développer et distribuer à l'international les albums des finalistes et vainqueurs de l'émission American Idol. En 2013, il acquiert pleinement Octone Records, qui a été lancé comme coentreprise en 2007,. Iovine est directeur et CEO d'IGA jusqu'en mai 2014. Il est remplacé par John Janick.
En 2022, le label soutient trois albums numéro un, Mainstream Sellout (en) de Machine Gun Kelly, Mr. Morale and the Big Steppers de Kendrick Lamar et Born Pink de Blackpink,,. Cependant, plusieurs départs de membres du personnel ont augmenté, y compris A&R Caroline Diaz, qui faisait partie de l'équipe Interscope/Geffen depuis 2019 ; elle forme son propre label, Great Day Records.
Au début de 2023, la chanteuse Kali Uchis, qui faisait partie d'Interscope depuis 2017, est repêchée par sa filiale, Geffen, pour sortir son quatrième album, Red Moon in Venus, en mars de la même année. IGA soutient un single numéro un du Hot 100 avec Vampire d'Olivia Rodrigo, ainsi que son album, Guts, qui débute à la première place du Billboard 200 lors de sa sortie en septembre.

## Labels
- A&M Records
- Geffen Records (Happy Tree Friends/Nirvana) (réédition de Geffen aux États-Unis en 2024)
  - Flawless Records
  - Kon Live Distribution
  - Taylor Gang Records
- Interscope Records
  - 19 Recordings
  - Aftermath Entertainment
  - Bad Boy Records
  - Cherrytree Records
  - El Cartel Records
  - KIDinaKORNER
  - Mosley Music Group
  - Star Trak Entertainment
  - Shady Records
  - Streamline Records
  - Tennman Records
  - Taylor Gang Records
  - Will.i.am Music Group
  - Zone 4 Inc.
- Polydor (UK)
  - A&M Records UK (fondé en 2008, emprunte de Polydor UK)
  - Fascination Records
  - Fiction Records